# Nemotaulius mutatus
Nemotaulius mutatus là một loài Trichoptera trong họ Limnephilidae. Loài này có ở miền Ấn Độ - Mã Lai và miền Cổ bắc.